# Diócesis de Kumbakonam
La diócesis de Kumbakonam (en latín: Dioecesis Kumbakonamensis y en inglés: Roman Catholic Diocese of Kumbakonam) es una circunscripción eclesiástica de la Iglesia católica en India. Se trata de una diócesis latina, sufragánea de la arquidiócesis de Pondicherry y Cuddalore. Desde el 31 de mayo de 2008 su obispo es Francis Antonysamy.

## Territorio y organización

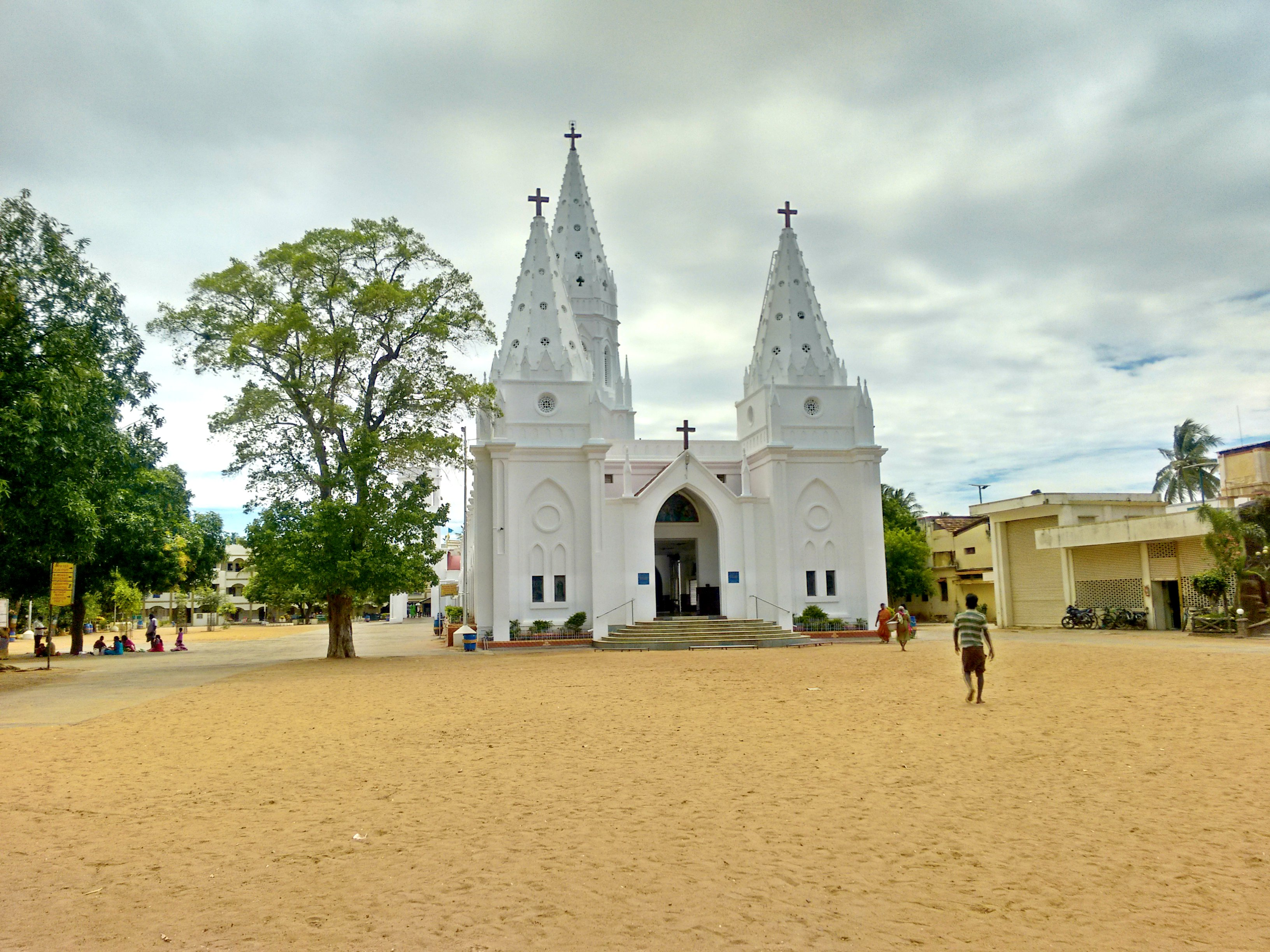
Basílica menor de Nuestra Señora de Lourdes, en Poondi

La diócesis tiene 7823 km² y extiende su jurisdicción sobre los fieles católicos de rito latino residentes en el estado de Tamil Nadu en 12 taluks distribuidos en los distritos de: Thanjavur, Tiruchirappalli, Perambalur y Tiruvarur.
La sede de la diócesis se encuentra en la ciudad de Kumbakonam, en donde se halla la Catedral de Santa María. En Poondi, cerca de Thirukkattupalli, se encuentra la basílica menor de Nuestra Señora de Lourdes. 
En 2021 en la diócesis existían 93 parroquias.

## Historia
La diócesis fue erigida el 1 de septiembre de 1899 con el breve In sublimi del papa León XIII, obteniendo el territorio de la arquidiócesis de Pondicherry (hoy arquidiócesis de Pondicherry y Cuddalore).
El 3 de julio de 1929 cedió una porción de su territorio a la diócesis de Santo Tomé de Meliapor (hoy arquidiócesis de Madrás y Meliapor) mediante la bula Quae ad spirituale del papa Pío XI.
El 26 de mayo de 1930 cedió otra porción de su territorio en beneficio del establecimiento de la diócesis de Salem.

## Estadísticas
Según el Anuario Pontificio 2022 la diócesis tenía a fines de 2021 un total de 262 426 fieles bautizados.
| Año                                                                             | Población            | Población | Población      | Sacerdotes | Sacerdotes    | Sacerdotes    | Bautizados por sacerdote | Diáconos permanentes | Religiosos | Religiosos | Parroquias |
| Año                                                                             | Bautizados católicos | Total     | % de católicos | Total      | Clero secular | Clero regular | Bautizados por sacerdote | Diáconos permanentes | Varones    | Mujeres    | Parroquias |
| ------------------------------------------------------------------------------- | -------------------- | --------- | -------------- | ---------- | ------------- | ------------- | ------------------------ | -------------------- | ---------- | ---------- | ---------- |
| 1950                                                                            | 105 561              | 1 593 198 | 6.6            | 80         | 72            | 8             | 1319                     |                      | 20         | 176        | 48         |
| 1970                                                                            | 140 856              | 3 000     | 4.7            | 92         | 83            | 9             | 1531                     |                      | 13         | 382        | 48         |
| 1980                                                                            | 159 712              | 3 475 000 | 4.6            | 100        | 91            | 9             | 1597                     |                      | 23         | 504        | 64         |
| 1990                                                                            | 187 340              | 3 859 680 | 4.9            | 115        | 93            | 22            | 1629                     |                      | 35         | 556        | 64         |
| 1999                                                                            | 220 772              | 1 979 287 | 11.2           | 136        | 105           | 31            | 1623                     |                      | 71         | 468        | 74         |
| 2000                                                                            | 198 048              | 2 134 746 | 9.3            | 155        | 111           | 44            | 1277                     |                      | 69         | 453        | 75         |
| 2001                                                                            | 198 835              | 2 110 050 | 9.4            | 143        | 108           | 35            | 1390                     |                      | 64         | 661        | 76         |
| 2002                                                                            | 205 115              | 2 278 478 | 9.0            | 153        | 109           | 44            | 1340                     |                      | 70         | 478        | 76         |
| 2003                                                                            | 207 235              | 2 448 200 | 8.5            | 153        | 109           | 44            | 1354                     |                      | 87         | 542        | 78         |
| 2004                                                                            | 195 582              | 2 605 732 | 7.5            | 158        | 114           | 44            | 1237                     |                      | 87         | 545        | 80         |
| 2013                                                                            | 217 856              | 5 521 856 | 3.9            | 209        | 151           | 58            | 1042                     |                      | 133        | 543        | 89         |
| 2016                                                                            | 227 848              | 5 366 256 | 4.2            | 242        | 162           | 80            | 941                      |                      | 164        | 612        | 92         |
| 2019                                                                            | 240 118              | 5 600 110 | 4.3            | 266        | 174           | 92            | 902                      |                      | 232        | 670        | 97         |
| 2021                                                                            | 262 426              | 5 985 100 | 4.4            | 268        | 174           | 94            | 979                      |                      | 226        | 647        | 93         |
| Fuente: Catholic-Hierarchy, que a su vez toma los datos del Anuario Pontificio. |                      |           |                |            |               |               |                          |                      |            |            |            |

## Episcopologio
- Hugues-Madelain Bottero, M.E.P. † (5 de septiembre de 1899-21 de mayo de 1913 falleció)
- Marie-Auguste Chapuis, M.E.P. † (21 de mayo de 1913 por sucesión-17 de diciembre de 1928 renunció[nota 1])
  - Sede vacante (1928-1931)
- Peter Francis Rayappa † (24 de febrero de 1931-20 de septiembre de 1954 renunció[nota 2])
- Daniel Paul Arulswamy † (5 de mayo de 1955-16 de agosto de 1988 renunció)
- Peter Remigius (10 de noviembre de 1989-30 de junio de 2007 nombrado obispo de Kottar)
- Francis Antonysamy, desde el 31 de mayo de 2008